# Morondava
Morondava è un comune urbano (firaisana) situato sulla costa occidentale del Madagascar, presso la foce del fiume omonimo. È il capoluogo della regione di Menabe, nella provincia di Toliara. La popolazione  è principalmente di origine Sakalava, ma nel tempo la città ha accolto numerosi immigrati di origine indiana, yemenita, somala e delle Comore.

## Storia
Morondava fu un importante centro dell'antico Regno di Menabe ed è tuttora il maggior centro della etnia Sakalava.

## Economia
L'economia della città è basata principalmente sulla pesca, in particolare di gamberetti. Nei dintorni della città si coltivano riso, mais, manioca, e cotone, e si allevano zebù. Recentemente Morondova sta iniziando a essere inclusa in alcuni itinerari turistici, soprattutto grazie al particolare panorama della savana circostante.

## Infrastrutture e trasporti

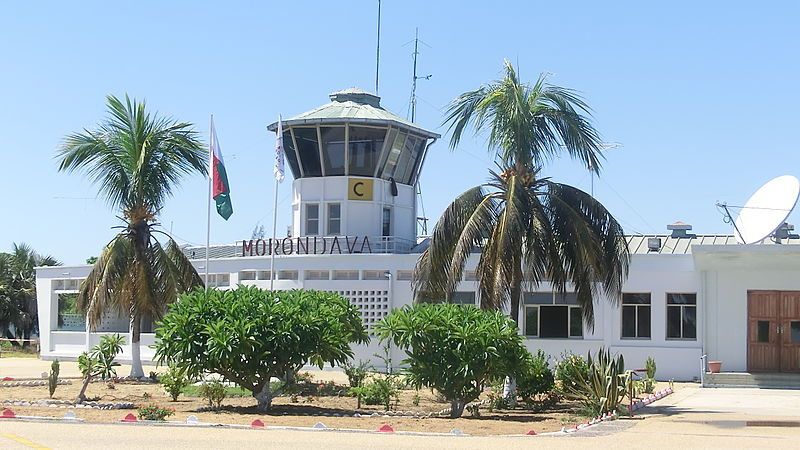
Aeroporto di Morondava

La città è sede di un aeroporto civile (codice IATA: MOQ), di un porto fluviale e di un porto marittimo.
La RN 8 la collega a Belo Sur Tsiribihina.

## Attrattive turistiche
Morondava si trova in una zona di savana nota soprattutto per i grandi baobab, appartenenti alla specie endemica Adansonia grandidieri (renala in malgascio), che raggiungono i 15 metri di altezza e sono quasi del tutto sprovvisti di fogliame. La Rue des Baobabs 20.251°S 44.418403°E, costellata da queste piante, è tra i luoghi più fotografati del Madagascar. Molte delle abitazioni di Morondava sono costruite con il legno dei baobab.
Da Morondava si possono facilmente raggiungere il Parco nazionale di Kirindy-Mitea 20.07°S 44.601944°E, circa 60 km a sud, e la Riserva naturale integrale Tsingy di Bemaraha 18°40′00″S 44°45′00″E, situata 150 km a nord.